# Реновация монет

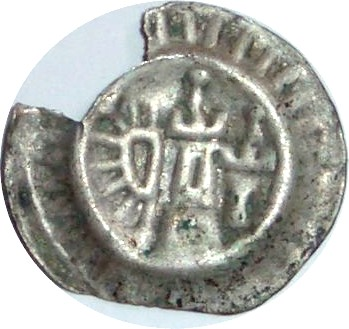
Брактеат (реальная монета на фоне исходных размеров) — основной объект реноваций в средневековой Германии

Реновация, обновление монет (лат. renovatio monetae) — обмен старых (в том числе стёршихся или обрезанных) монет на новые. Широко использовалась в средневековой Европе от Польши до Португалии. Наибольшее распространение получила в германских государствах Священной Римской империи. В древнерусских княжествах, согласно исследованиям Ивана Спасского, реновация монет не использовалась.

## Реновация в Германии
Вероятно, первоначально реновация монет рассматривалась как единовременное упорядочение денежного обращения путём изъятия старых изношенных и обрезанных монет и замены их на новые, полноценные. Впоследствии эта процедура начала использоваться для извлечения дополнительного дохода в рамках эксплуатации монетной регалии путём выпуска в обращение новых неполноценных монет, содержание драгоценного металла в которых было ниже, чем в старых (см. «Порча монет»). В средневековой Германии реновация монет рассматривалась в качестве разновидности налога. Обмен проводился несколько раз в год, ежегодно или один раз в несколько лет. Соотношение обмениваемых монет, как правило, составляло 12 старых пфеннигов за 9 новых.
Именно в это время появляются монеты, получившие название «брактеаты». Они изготавливались на тонких, но более широких заготовках, дававших резчикам штемпелей более широкие возможности по оформлению. Однако сами монеты при этом были непригодны для длительного обращения и объективно нуждались в частой замене. В связи с этим регулярное проведение реноваций монетным сеньором выглядело в том числе как забота о благе подданных.
Очевидно, что покупательная способность ранее выпущенных монет с приближением очередной реновации неуклонно падала (в том числе в результате официальной девальвации), что дестабилизировало денежную систему. В связи с этим торговые города, заинтересованные в стабильности денежного обращения, стремились минимизировать последствия регулярных реноваций. Так, в 1369 году несколько германских городов (среди них Берлин, Кёльн-на-Шпрее, Бранденбург, Штендаль) выплатили монетному сеньору, бранденбургскому маркграфу, компенсацию, получив право чеканки так называемого вечного пфеннига (лат. denarius perpetuus, нем. Ewiger Pfennig), который не подлежал ежегодной реновации.

## Реновация в арабских странах
Явление, аналогичное европейской реновации монет, было известно и в средневековых арабских странах, где практиковался выпуск так называемых чёрных дирхемов, низкопробных серебряных монет, обращавшихся на ограниченных территориях по принудительному курсу благодаря жёстким административным мерам (так, на некоторых монетах было написано: «Кто монету не возьмёт, тому смерть»). Часто эти монеты подлежали обмену на новые, ещё более низкопробные. Немецкий путешественник Адам Олеарий так описывает такого рода перечеканки в Иране XVII века:

Вообще относительно медной монеты у персиян делается так, что каждый большой город имеет у них свою собственную монету, которая нигде и не ходит, как только там, где она отчеканена, и при этом не далее, как на один год, так что знаки на этих монетах ежегодно переменяются. Знаки эти или изображения бывают иногда олень, коза, сатир, рыба, змея и тому подобное, в наше время на касбеках в Шамахе было изображение фавна или молодого дьявола, в Кашане — изображение петуха, а в Испагани — чекана льва и в Киляне — рыбы. С наступлением нового года… старые касбеки воспрещаются, стоят уже два старых за один новый, и поэтому должны снова поступать на монетный двор, где они только раскаляются и клеймятся новым знаком.
.